# Pascalia
Pascalia là một chi thực vật có hoa trong họ Cúc (Asteraceae).

## Loài
Chi Pascalia gồm các loài: